# Cabana del Moro (Llauro)
Pour les articles homonymes, voir Cabana del Moro.
La Cabana del Moro est un dolmen situé à Llauro, dans le département français des Pyrénées-Orientales.

## Historique
Le dolmen est mentionné dès 1832 par Jaubert de Réart. Abélanet l'a exploré sommairement en 1949.

## Description
C'est un dolmen simple (sans couloir) de dimensions modestes (1,80 m sur 1 m) constitué avec de gros blocs de quartz irréguliers provenant d'un filon affleurant à proximité dans un sol à substrat schisteux. La dalle de couverture mesure 1,30 m de long sur 1,10 m de large pour une épaisseur de 0,50 m. Elle ne recouvre pas complètement la chambre mais elle pourrait avoir glissé. La chambre est délimitée par une dalle de chevet (1,20 m sur 1,10 m de haut et 0,38 à 0,60 m d'épaisseur et deux orthostates de respectivement 1,55 m sur 0,75 m de haut et 0,20 à 0,30 m d'épaisseur et 1,60 m sur 0,80 m de haut et 0,70 m d'épaisseur. La chambre ouvre au sud-est. La dalle de couverture ne repose sur les orthostates que par trois points d'appui en raison de l'irrégularité des surfaces. Une autre dalle (1 m sur 0,70 m de large) est visible dans l'entrée de la chambre. Elle paraît trop courte pour avoir été une seconde dalle de couverture et pourrait correspondre soit à l'ancien système de fermeture, soit à un élément d'un ancien couloir désormais disparu. Le tumulus est de forme quadrangulaire (4 m de côté).
Jean Abélanet a recueilli dans la chambre quelques tessons de poterie modelée, une petite hache en pierre verte et une plaquette en schiste vert, polie sur les deux faces (127 mm de long sur 40 mm de large) caractéristique des ossuaires chalcolithiques de la région.